# Siergiej Alifirienko
Siergiej Alifirienko (ros. Сергей Геннадьевич Алифиренко, ur. 21 stycznia 1959) – rosyjski strzelec sportowy. Dwukrotny medalista olimpijski.
Specjalizował się w strzelaniu z pistoletu. Brał udział w dwóch igrzyskach (IO 00, IO 04), na obu zdobywał medale. W 2000 triumfował na dystansie 25 metrów w pistolecie szybkostrzelnym, cztery lata później był trzeci w tej samej konkurencji. Był medalistą mistrzostw świata w różnych konkurencjach pistoletowych.